# Escudo de los Territorios Australes Franceses
El escudo de los territorios australes franceses fue diseñado por Suzanne Gauthier que envió, el 4 de septiembre de 1958, el dibujo original a la Sociedad de Derechos de Autor de Artes Plásticas de Francia, SPADEM, para que fuese registrado. Es un escudo cuartelado (dividido en cuatro secciones) en el que aparecen simbolizados los cuatro distritos de los Territorios Australes Franceses.

## Descripción
En un escudo cuartelado de azur (azul) y de oro (amarillo o dorado):
En el primer cuartel una col de Kerguelen representada de plata (blanco o gris); en el segundo, una cabeza y cuello de un pingüino de sable (negro) y de plata coronado de oro; en el tercero, una langosta de sable; y, en el cuarto, un iceberg, de plata.
Timbra una corona de oro con la forma de un sencillo círculo y cargada con el nombre de los Territorios escrito con letras de sable. La corona está surmontada por tres estrellas de oro de cinco puntas cada una y colocada delante de dos anclas de plata.
Sostienen el escudo dos figuras con forma de elefante marino.

## Simbología
- El primer cuartel simboliza las Islas Kerguelen. La col de Kerguelen es una variedad que sólo puede encontrarse en estas islas.
- El segundo cuartel representa las Islas Crozet.
- El tercer cuartel simboliza las islas de San Pablo y Ámsterdam.
- El cuarto cuartel representa la Tierra Adelia.

Las especies recogidas en este escudo y el iceberg son propias de las latitudes de los Territorios Australes Franceses. 
Este escudo ha figurado en algunas series de sellos postales, emitidas entre 1959 y 1963 y en 1970.
La denominación de los Territorios que aparece escrita en la corona y los colores de este escudo no pueden apreciarse en la imagen que figura en este artículo.